# Rocket Monkeys
Rocket Monkeys è una serie televisiva animata canadese.
Ha debuttato su Teletoon il 10 gennaio 2013 e in Italia va in onda dal 27 maggio 2013 su Nickelodeon. Dal 2014 è andato in onda in chiaro su K2.

## Trama
I fratelli Gus e Wally sono scimmie astronauti. Non sono gli astronauti più brillanti o in gamba, ma poiché sono gli unici in giro, sono chiamati ad andare nello spazio e svolgere diversi tipi di missioni importanti, tra cui combattere buchi neri vaganti e alieni vendicativi. Altri membri dell'equipaggio dei fratelli includono l'astrofisico prepotente Dottor Chimpsky, che assegna alle scimmie i loro incarichi; Yay-Ok, un robot devoto che è leggermente obsoleto ed è l'unica speranza dei fratelli di aiutarli a mantenere la rotta; e Inky, un polpo spaziale e un artista che comunica attraverso i suoi disegni a inchiostro.

## Personaggi principali

### Principali
- Gus Archer: Protagonista della serie, è una scimmia marrone e il fratello maggiore di Wally. È il più intelligente del duo ed è apparentemente serio ma in realtà nasconde un carattere molto fragile, emotivo ed insicuro. Nonostante deridi continuamente suo fratello Wally in realtà è molto affezionato a lui sebbene provi vergogna nel mostrarlo pubblicamente.
- Wally Archer: Il protagonista secondario della serie, è una scimmia gialla e il fratello minore di Gus. È il meno intelligente dei due e ha un carattere molto infantile anche se molto spesso si rivela essere un genio stupendo perfino Gus.
- Yay-Ok: Un robot costruito dal Dottor Chimpsky per aiutare Gus e Wally. Ha una sola ruota al posto delle gambe ed è molto bravo in cucina.
- Dottor Chimpsky: Uno scienziato umano creatore di Yay-Ok. È molto saggio e spesso si comporta come un padre per Gus e Wally.
- Nefarious: Un alieno tentacolare vestito di verde. Ex criminale esiliato su un asteroide, si unisce all'equipaggio di Gus e Wally per cercare la redenzione.

### Antagonisti
- Lord Buccia: Un alieno dall'aspetto di una banana antropomorfa e antagonista principale della serie. È la nemesi di tutte le scimmie e intende vendicarsi di loro per aver decimato la sua specie.
- Gorilla Spaziali: Due gorilla gemelli e antagonisti secondari della serie. Finiscono sempre per imbattersi in Gus e Wally e sebbene non siano proprio cattivi entrano spesso in conflitto con loro. Sono un maschio e una femmina e si chiamano rispettivamente Humprey Lui-Rilla e Ingrid Lei-Rilla.

### Altri personaggi
- Berenice: È la madre di Gus e Wally. È molto protettiva nei loro confronti e spesso viene a trovarli.
- Super Spazio Dave: È il protagonista della serie preferita di Gus e Wally. Ogni tanto aiuta le due scimmie durante le loro missioni.
- Monkevil: Una piccola scimmia rosa. Nonostante il suo aspetto carino è  realtà un'entità esternamente potente in grado di distruggere l'intero universo ma non è malvagia ed è innamorata di Wally preferendolo a Gus per la sua simpatia.
- Angus Archer: Un gorilla astronauta e il padre di Gus e Wally. Creduto morto dai suoi figli (che diventano astronauti per omaggiarlo) durante una missione, si ripresenta a loro dopo molti anni di assenza. A causa del fatto di essere rimasto solo per molti anni ha sviluppato un carattere estremamente chiuso e diffidente ma dopo essersi ricongiunto con i suoi figli torna ad essere sereno.

## Sigla
Nella versione italiana della serie, la sigla di apertura viene cantata da Claudio Moneta (doppiatore di Gus); la sigla di chiusura invece è eseguita da Luca Sandri (doppiatore di Wally).

## Personaggi e doppiatori italiani
- Gus: Claudio Moneta
- Wally: Luca Sandri
- Yay-Ok: Luigi Rosa
- Cornelius: Vittorio Bestoso
- Baby-Yay: Davide Garbolino
- Dottor Chimpsky: Mario Scarabelli
- Nefarious: Diego Sabre
- Lord Buccia: Gianluca Iacono
- Humprey detto Lui-Rilla: Pietro Ubaldi
- Ingrid detta Lei-Rilla: Marinella Armagni
- Bernice: Graziella Porta
- Monkevil: Emanuela Pacotto
- Super Spazio Dave/Snooty McStore Bot: Paolo De Santis
- Barone von Monkey: Giorgio Bonino